# Leikung
Leikung is een geslacht van spinnen uit de familie springspinnen (Salticidae).

## Soorten
De volgende soorten zijn bij het geslacht ingedeeld:
- Leikung kinabaluensis Benjamin, 2004
- Leikung porosa (Wanless, 1978)